# Слипстрим (жанр)
«Слипстрим» или «Ускользающий поток» (англ. Slipstream fiction) — это термин, обозначающий жанр и формы спекулятивной беллетристики, которые не остаются в условных границах жанра и повествования, а относятся к экспериментальным формам научной фантастики «Новой волны» (англ. New Wave), а также заимствующие элементы фэнтези, психологической фантастики, философской фантастики и других жанров или литературных стилей.

## Истоки

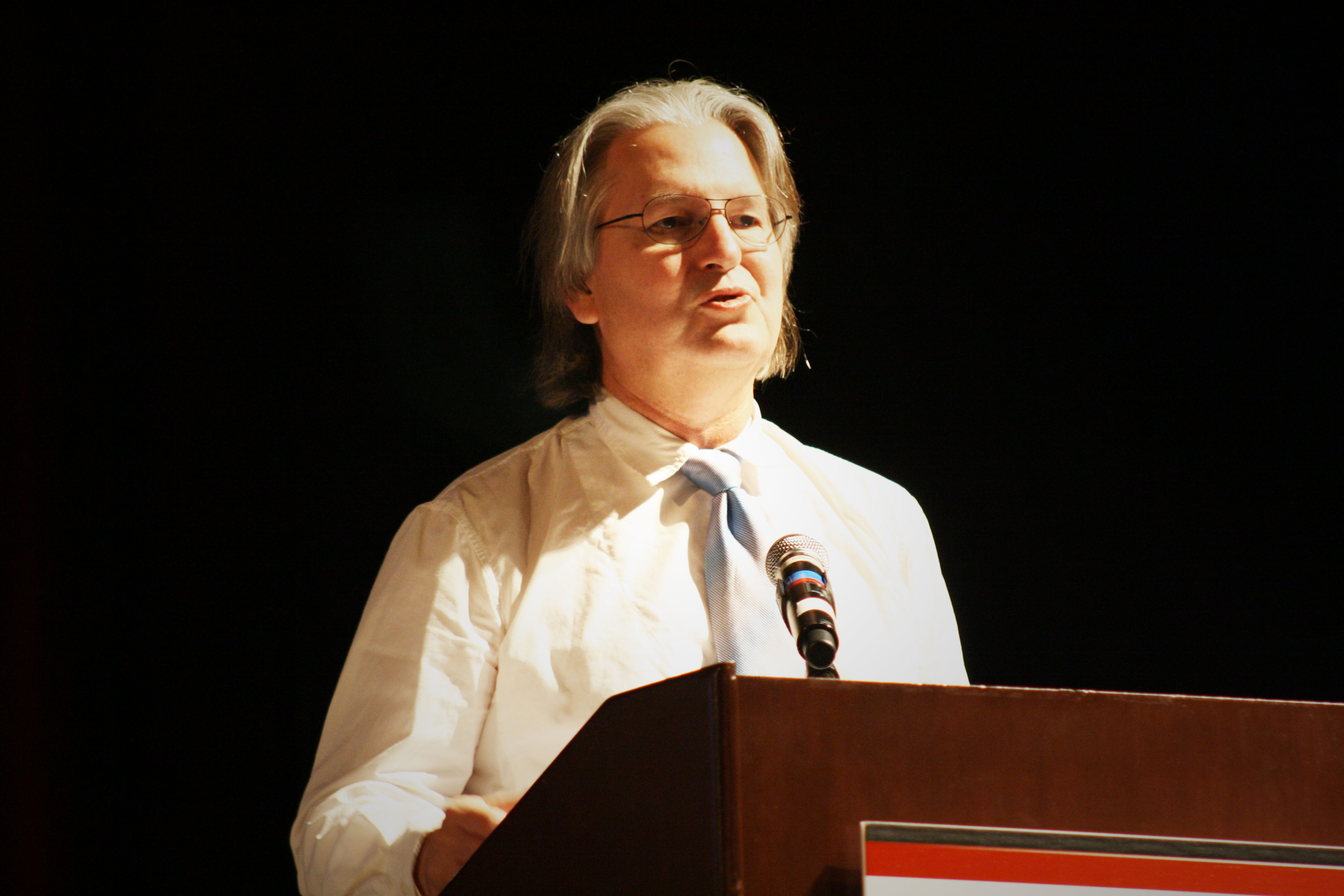
Брюс Стерлинг

Ричард Дорсетт изобрел термин «Слипстрим» в интервью с известным писателем жанра киберпанк Брюсом Стерлингом для журнала «Mythaxis Review»:
Термин придумал мой друг, Ричард Дорсетт, когда мы вдвоем обсуждали категорию нежанровых фэнтези-книг, для которых у нас не было названия. «Они определенно не относятся к Мейнстрим», — сказал я, и «Почему бы и не Слипстрим?» — предложил он. Я подумал, что это довольно удачная задумка.
Брюс Стерлинг описал термин в статье в журнале «SF Eye» #5 в июле 1989 года:
«Это вид письма, который заставляет вас чувствовать себя очень странно; то как образ жизни в XXI веке вызывает чувство странности происходящего у эмоционально чувствительных людей». 
"Энциклопедия научной фантастики" приписывает Стерлингу изобретение родственного термина «Слипстрим НФ» (англ. «Slipstream sf») для работ, в которых «используются НФ заголовки, хотя некоторые не относятся к жанру научной фантастики».

## Концепция

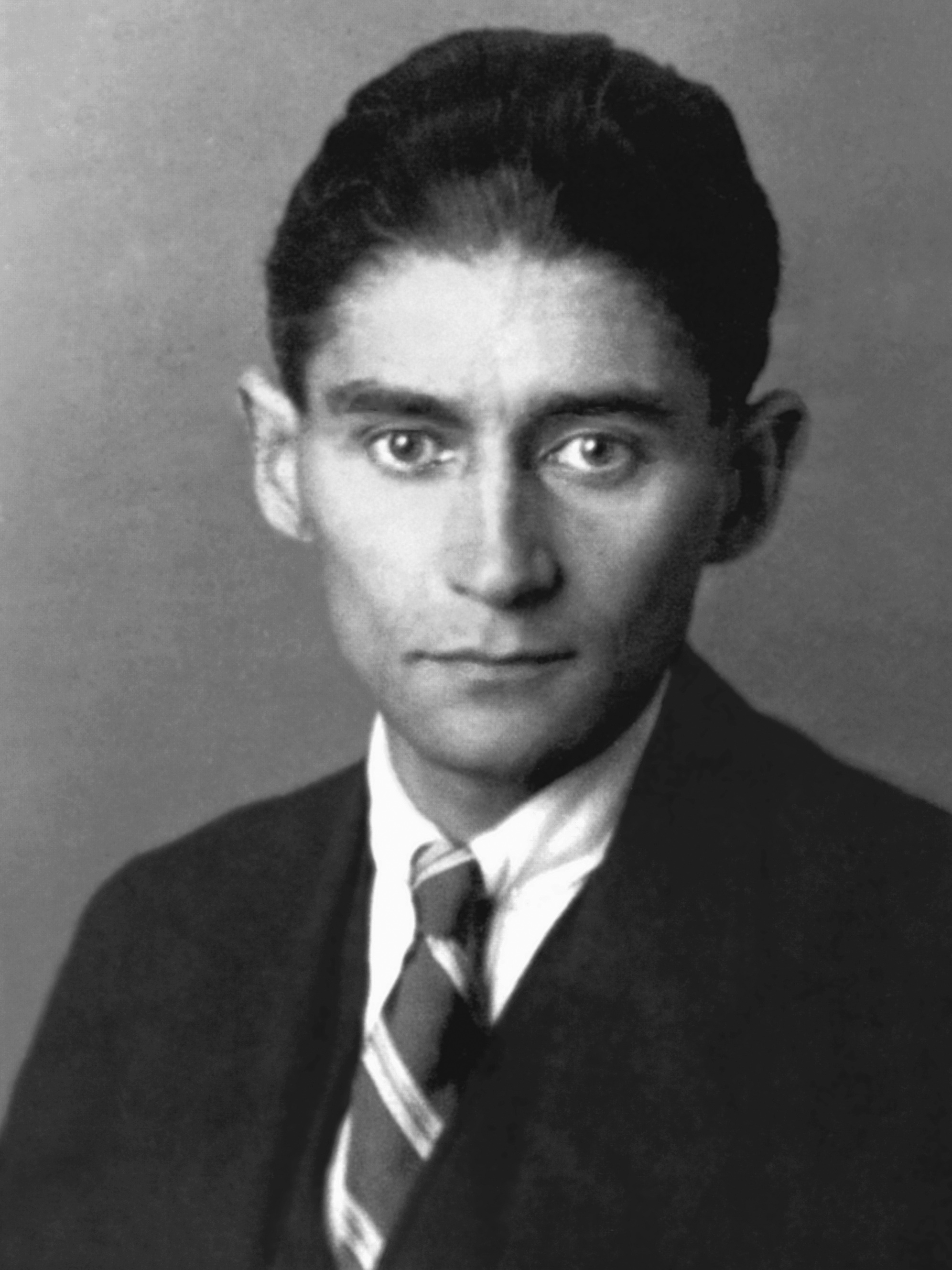
Франц Кафка

Алекс Мартинсен описал жанр «Слипстрим»:
Это «фантастика странностей» или форма письма, которая делает «знакомое странным или странное знакомым» из-за скептицизма в отношении элементов реальности. Этот жанр хорошо могут продемонстрировать некоторые ранние образы в работах Франца Кафки и Хорхе Луиса Борхеса.
Писатели-фантасты Джеймс Патрик Келли и Джон Кессел, пишут в книге «Feeling Very Strange: The Slipstream Anthology», что когнитивный диссонанс лежит в основе жанра «Слипстрим», и это не столько жанр, сколько литературный эффект, такой же как ужасы или комедия.

Кристофер Прист в своем предисловии к роману «Лед» Анны Каван пишет:
«лучший способ понять „Слипстрим“ — думать о нем как о состоянии ума или особом подходе, который не поддается никакой категоризации… также как и смотреть в кривое зеркало».

## Характеристики
Произведения жанра «Слипстрим» включают в себя такие черты как нарушение принципа реализма, избегание традиционных элементов фэнтези, и соответствие постмодернистским работам. Жанр «Слипстрим» зарождался на примерах произведений из разных жанров фантастики с постмодернистскими элементами, исследующие социальные, технологические и психологические темы, уже использованных ранее авторами научной фантастики во времена постмодернизма, а также поэтами и авторами-экспериментаторами в модернизме.
Грейс Диллон в своем романе «Прогулки по облакам: антология научной фантастики коренных народов» (2012) выделяет «Слипстрим коренных американцев» как творчество, которое предшествует зарождению современного жанра «Слипстрим», в частности, включая рассказ 1978 года Джеральда Визенора «Кастер на Слипстриме» (англ. Custer on the Slipstream).